# Asclepias suffrutex
Asclepias suffrutex är en oleanderväxtart som beskrevs av Standley. Asclepias suffrutex ingår i släktet sidenörter, och familjen oleanderväxter. Inga underarter finns listade i Catalogue of Life.